# میانه (کومونه)
میانه (به ایتالیایی: Miane) یک کومونه در ایتالیا است که در استان ترویزو واقع شده‌است.

## خصوصیات
میانه ۳۰٫۹ کیلومترمربع مساحت و ۳٬۶۶۱ نفر جمعیت دارد و ۲۵۹ متر بالاتر از سطح دریا واقع شده‌است.